# Ephies cruentus
Ephies cruentus är en skalbaggsart som beskrevs av Francis Polkinghorne Pascoe 1866. Ephies cruentus ingår i släktet Ephies och familjen långhorningar. Inga underarter finns listade i Catalogue of Life.